# Toyota Nadia
Toyota Nadia — пятиместный минивэн, выпускаемый японской компанией Toyota Motor Corporation с 1998 до 2003 года. Автомобиль был создан на общей платформе с моделью Ipsum.
Модель Nadia явилась воплощением задумки конструкторов по объединению основных преимуществ универсала, минивэна и седана в одном корпусе. По внешним характеристикам и техническим особенностям машина является аналогом Toyota Gaia и Ipsum. Общая длина автомобиля меньше, чем у Ipsum, а колесная база такая же. Nadia разделена на пять мест без сиденья в третьем ряду.
На модель Toyota Nadia устанавливался 4-цилиндровый 2-литровый бензиновый двигатель 3S мощностью 135–152 л. с. с системой газораспределения DOHC и системой прямого впрыска D4. Автомобиль оснащался автоматической коробкой передач. Предлагались версии с передним и полным приводом.
Внешний стиль представляет собой округлую форму, аналогичную модели Estima второго поколения.
В 1999 году был добавлен вариант кроссовера SUV type SU, в котором изменен бампер, колеса (215/60R16), установлены надкрылки, переработана подвеска. 

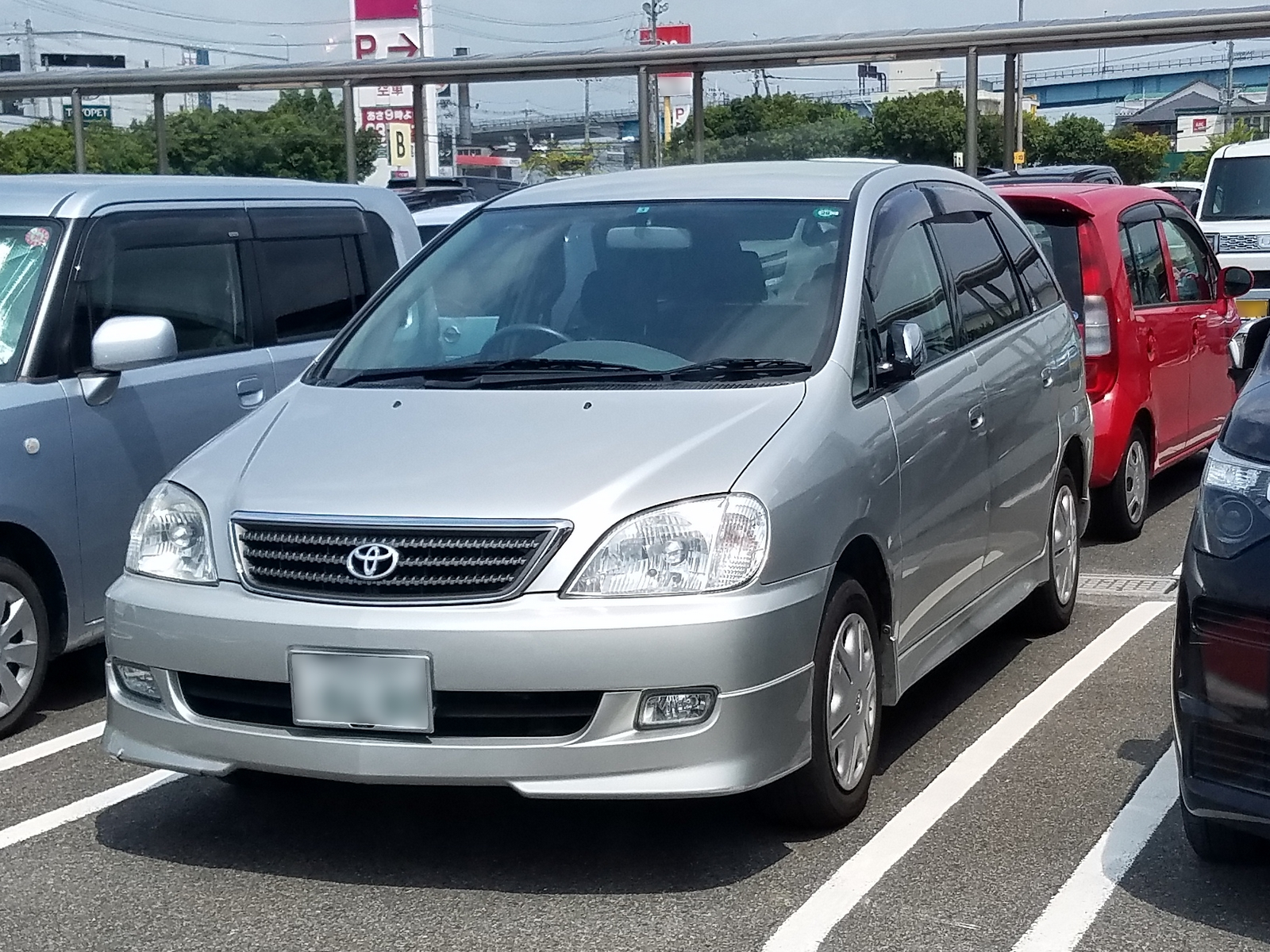
Toyota Nadia рестайлинг 2001 года

Главный недостаток Toyota Nadia — отсутствие европейского аналога.

#### Рестайлинг
В 2001 году производитель осуществляет рестайлинг модели.